# Jürgen Steinemann
Jürgen B. Steinemann (* 1958) ist ein deutscher Manager und Aufsichtsratsvorsitzender der Metro AG.

## Leben

### Herkunft
Steinemann wuchs in Osterfeine, einem Stadtteil von Damme südlich von Oldenburg, auf.

### Ausbildung
Er absolvierte ein Studium in Betriebswirtschaft an der European Business School in Wiesbaden. Während seines Studiums verbrachte er Auslandsaufenthalte in London und Paris. 1985 schloss er sein Studium ab.

### Berufliches Wirken
Steinemann war nach Abschluss seines Studiums bei der deutschen Firma Fuchs Gewürze GmbH tätig. 1990 wechselte er zum französischen Nahrungsmittelhersteller Eridania Béghin-Say. Dort arbeitete er wie auch beim Unternehmen Fuchs Gewürze GmbH zunächst im Bereich Marketing und Vertrieb, später im Bereich Unternehmensplanung und -strategie. 1999 nahm er eine Stelle beim britisch-niederländischen Konzern Unilever an. Dieser stellt Nahrungsmittel und Reinigungsmittel her. Steinemann war für die Konzerntochter Loders Croklaan zuständig.
Von 2009 bis 2015 war er CEO bei Barry Callebaut, dem größten Kakaoverarbeiter der Welt. Seit 2014 ist er bei beim Schweizer Pharma- und Chemiehersteller Lonza Group Ltd involviert. Bei Big Dutchman AG ist er seit 2015 Vizepräsident. Seit 2017 ist er auch Non Executive Director  beim Backwarenkonzern Aryzta. Seit 2017 fungiert er als Aufsichtsratsvorsitzender der Metro AG. Als solcher machte er sich bei der Abstimmung um den Real-Verkauf seine zusätzliche Stimme zunutze und stimmte für den Verkauf, der aufgrund dessen auch durchgeführt wurde. Sämtliche Ermittlungen wegen Verdacht auf Insiderhandel und Marktmanipulation, die 2017 in Bezug auf die Aufspaltung des alten Metro-Konzerns begannen, wurden ohne Auflagen 2020 eingestellt. Andere Metro-Manager hatten hingegen geringe Geldauflagen zu bezahlen. Mediale Aufmerksamkeit erhielt auch die Bestellung des neuen Vorstandsvorsitzenden Steffen Greubel. Weiters ist Steinemann seit 2017 Aufsichtsratsvorsitzender bei Plukon Food Group BV und bei Bankiva BV.

### Privates
Steinemann ist Aktionär bei diversen Unternehmen.